# Prom Queen (web series)
Prom queen là một loạt phim truyền hình trên web đầu tiên được sản xuất bởi CEO của Walt Disney ông  Michael Eisner, công ty sản xuất Vuguru và kênh truyền hình web Big Fantastic, nổi tiếng với chương trình SamHas7Friends. Bộ phim bao gồm 80 tập, mỗi tập khoảng 90 giây, là một trong những hình thức phim mới hướng đến sự riêng biệt của những video trực tuyến.
Chương trình tạo ra doanh thu thông qua những người thuê quảng cáo, bán được những chiếc áo mặc bởi những nhân vật và những quảng cáo bên lề cho hãng keo xịt tóc.
Loạt phim chính thức được phát vào ngày 1 tháng 4 năm 2007, trên  Myspace và được bổ sung thêm cảnh để có thể xem trên Myspace, mỗi nhân vật có trang MySpace bao gồm Blog, Vlog và những đoạn hội thoại comment giữa các nhân vật. Theo thời báo kinh thế Time, dấu ấn của Myspace rất rõ trong những nội dung của đoạn video. Loạt phim cũng được giới thiệu trên những trang như [Y[outube]], Veoh và trang chính thức của Prom Queen.
Phần đầu tiên của phim kết thúc vào ngày 20 tháng 6 năm 2007, với 15 triệu lượt xem trong 12 tuần chiếu chính thức, và được xem bởi gần 20 triệu người trong suốt thời gian sau.
15 tập Prom Queen: Summer Heat, ra mắt đầu tiên vào ngày 27 tháng 8 năm 2007. Vào ngày 7 tháng 5 năm 2008, người Nhật đã làm lại loạt phim này với nhan đề Tokyo Prom Queen, cũng bắt đầu với cấu trúc tương tự.
Vào ngày 20 tháng 10 năm 2008, Michael Eisner đã xác nhận rằng phần 3 của phim "Prom Queen" sẽ được sản xuất.
Bản DVD của loạt phim đã được giới thiệu vào ngày 7 tháng 10 năm 2008. DVD cũng bao gồm những cảnh hậu trường, ngay cả những đoạn lời thoại bình luận từ điển viên và biên tập của bộ phim